# Joaquín Menini
Joaquín Menini Suero (Buenos Aires, 18 de agosto de 1991) es un jugador argentino de hockey sobre césped nacionalizado español. Formó parte de la selección masculina de hockey sobre césped de Argentina con la que ganó la medalla de oro en el torneo de hockey sobre césped masculino de los Juegos Olímpicos de Río de Janeiro 2016, pero desde 2022 representa a España a nivel internacional.

## Trayectoria
Formado en la cantera de Mitre, jugó con el equipo superior del club entre 2008 y 2014, consagrándose campeón del Torneo Metropolitano en 2010.
En el verano boreal de 2014 dejó su país para comenzar a jugar en Europa. Su primer destino fue el Club de Campo Villa de Madrid, con el cual disputó dos temporadas de la División de Honor A de España.
En 2016 se unió al HGC de la Hoofdklasse de los Países Bajos. Al año siguiente pasó al Den Bosch, club para el que jugaría las siguientes tres temporadas.
En 2020 se incorporó al HC Rotterdam.

## Selección nacional

### Argentina
Menini hizo su debut con la selección masculina de hockey sobre césped de Argentina en el Champions Challenge de 2011.
Fue uno de los máximos goleadores del Campeonato Panamericano Junior de Hockey sobre Césped Masculino de 2012, torneo que fue conquistado por los argentinos. 
Formó parte del equipo que consiguió medallas de oro en los Juegos Suramericanos de 2014, en los Juegos Panamericanos de 2015 y en los Juegos Olímpicos de 2016.
Además fue parte del plantel que ganó la Copa Panamericana de 2017, y representó a su país en la Copa Mundial de Hockey Masculino de 2014 y de 2018.

### España
En 2022 decidió jugar para la selección de hockey sobre hierba de España, haciendo su debut en la temporada 2021-22 de la Hockey Pro League ante Inglaterra.
Participó del torneo masculino de hockey sobre hierba en los Juegos Olímpicos de París 2024.

## Vida personal
Menini es aficionado a varios deportes, especialmente al fútbol y al baloncesto. Su hermana, Sofía Menini, lo inspiró para jugar al hockey.
Hizo una Diplomatura en Gestión Deportiva en la Universidad Blas Pascal.